# Chambre des représentants de l'Utah
Capitole de l'État de l'Utah, Salt Lake City
La Chambre des représentants de l'Utah (en anglais : Utah House of Representatives) est la chambre basse de la législature de l'État de l'Utah aux États-Unis d'Amérique.

## Membres
Elle est composée de 75 sièges pourvus pour deux ans au scrutin uninominal majoritaire à un tour dans autant de circonscriptions, sans limite de mandats.

## Siège
La Chambre des représentants de l'Utah siège au Capitole de l'État de l'Utah, situé à Salt Lake City.

## Composition
| Date       | Parti        | Parti      | Total |        |
| ---------- | ------------ | ---------- | ----- | ------ |
| Date       |              |            | Total |        |
| Date       | Républicains | Démocrates | Total | Vacant |
| 2011-2012  | 58           | 17         | 75    | 0      |
|            |              |            |       |        |
| 2013-2014  | 61           | 14         | 75    | 0      |
|            |              |            |       |        |
| 2015-2016  | 63           | 12         | 75    | 0      |
|            |              |            |       |        |
| 2017-2018  | 62           | 13         | 75    | 0      |
|            |              |            |       |        |
| Début 2019 | 59           | 16         | 75    | 0      |
|            |              |            |       |        |
| Fin 2020   | 58           | 17         | 75    | 0      |

## Liste des présidents
| Nom              | Parti | Parti       | Début           | Fin              |
| ---------------- | ----- | ----------- | --------------- | ---------------- |
| David Clark      |       | Républicain | novembre 2008   | janvier 2011     |
| Rebecca Lockhart |       | Républicain | 24 janvier 2011 | 17 janvier 2015  |
| Greg Hughes      |       | Républicain | 26 janvier 2015 | 31 décembre 2018 |
| Brad Wilson      |       | Républicain | 28 janvier 2019 | en cours         |